# Annie Le Houérou
Pour les articles homonymes, voir Le Houérou.
Annie Le Houérou, née le 31 mars 1960 à Plougonver (Côtes-du-Nord), est une femme politique française.

## Biographie

### Enfance et études
Annie Le Houérou poursuit des études en langues étrangères appliquées, puis en droit public à l'université Rennes-II de 1979 à 1984. Diplômée de l'Institut régional d'administration, elle débute en 1988 au ministère de l'Agriculture à Paris avant de travailler comme attachée de direction, à partir de 1993, au laboratoire de développement et d'analyses du département des Côtes-d'Armor au zoopole de Ploufragan[réf. nécessaire].

### Carrière politique
Élue au conseil municipal de Guingamp en mars 2001 sur la liste de Noël Le Graët, elle devient conseillère municipale et conseillère communautaire.
Elle est élue présidente de la communauté de communes de Guingamp en janvier 2002, à la suite de la démission de Georges Rumen.
En 2005, lors d'une élection partielle, elle est candidate et est élue conseillère générale du canton de Guingamp. Elle devient vice-présidente du conseil général des Côtes-d'Armor, chargée des solidarités notamment l'Enfance et la Famille. Elle devient maire de Guingamp en 2008,,.
Elle se porte candidate aux législatives de 2012 dans la 4e circonscription des Côtes-d'Armor contre le candidat EELV soutenu par le PS dont elle est pourtant membre. Avec 68,52 % des voix, elle est élue face à Valérie Garcia, candidate de l'UMP. Conformément aux engagements qu'elle avait pris et au principe de non-cumul des mandats, elle renonce alors à celui de conseillère générale. Exclue du PS, elle est ré-intégrée deux ans plus tard.
En mars 2014, lors des élections municipales, elle décide de passer le relais de première magistrate à son premier adjoint Philippe Le Goff, pour se consacrer exclusivement à son mandat de députée.
Dans le cadre de la présidentielle de 2017, Annie Le Houérou accorde son soutien à la candidature de Benoît Hamon.
Dans le cadre des sénatoriales 2020, elle est choisie par le Parti Socialiste comme tête de liste pour la circonscription des Côtes d'Armor. Elle est élue sénatrice le 27 septembre 2020. En tant que Sénatrice, elle intègre la commission des Affaires sociales. Elle préside la mission d'information sur l'évolution et la lutte contre la précarisation et la paupérisation d'une partie des Français.

## Synthèse des fonctions et des mandats

### Mandats locaux
- 14 janvier 2002 - 10 avril 2008 : présidente de la communauté de communes de Guingamp
- 11 décembre 2005 - 4 septembre 2012 : conseillère générale du canton de Guingamp
- 9 mars 2008 - 30 mars 2014 : maire de Guingamp
- depuis le 30 mars 2014 : conseillère municipale de Guingamp et conseillère de Guingamp Communauté

### Mandats parlementaires
- 20 juin 2012 - 20 juin 2017 : députée de la 4e circonscription des Côtes-d'Armor
- depuis le 1er octobre 2020 : sénatrice des Côtes-d'Armor

## Synthèse des résultats électoraux

### Élections sénatoriales
Les résultats ci-dessous concernent uniquement les élections où elle est tête de liste.
| Année | Liste | Liste  | Département   | Voix | %     | Rang | Sièges |
| ----- | ----- | ------ | ------------- | ---- | ----- | ---- | ------ |
| 2020  |       | PS-PCF | Côtes-d'Armor | 693  | 40,67 | 1er  | 2 / 3  |